# هرجیسا
هرجیسا شهری در سومالی است که دومین شهر مهم در کشور پس از موگادیشو می‌باشد و به عنوان مرکز منطقه خودمختار سومالی‌لند از طرف دولت مرکزی سومالی به رسمیت شناخته شده است.

## جغرافیا
هرجیسا در یک منطقه کوهستانی و در ارتفاع ۱۳۳۴ متر بالاتر از سطح دریا قرار دارد.

### زیستگاه و محل سکونت
هرجیسا در نزدیکی شهر گابیلکی قرار دارد که از جمله مراکز کشاورزی در شمال سومالی هستند. از جمله محصولات کشاورزی می‌توان به گوجه فرنگی و پیاز اشاره کرد. از جمله حیوانات این منطقه گراز وحشی، الاغ وحشی، بزکوهی، گوسفند، بز، شتر و بسیاری از انواع مختلف پرندگان هستند.